# Elena Lietti
Elena Lietti (Saronno, 1º ottobre 1977) è un'attrice italiana.

## Biografia
Inizia lavorando in teatro con Filippo Timi e partecipa a diverse produzioni del Teatro Franco Parenti di Milano. Esordisce al cinema nel 2009 in Oggi sposi di Luca Lucini. Nel 2012 è Emma Tassi ne Il rosso e il blu di Giuseppe Piccioni. Nel 2015 è Annapaola ne La pazza gioia di Paolo Virzì. Tra il 2014 e il 2015 è Elena Leoni, la madre di Alex nella serie televisiva Alex & Co., e riprende il ruolo nel 2016 nel film Come diventare grandi nonostante i genitori di Luca Lucini.
Nel 2017 è Sole Pietromarchi nella serie tv Il miracolo di Niccolò Ammaniti, per la regia di Niccolò Ammaniti, Lucio Pellegrini e Francesco Munzi. È diretta da Nanni Moretti in Tre piani nel 2019 e nuovamente da Niccolò Ammaniti nella miniserie Anna distribuita da Sky nel 2021. Tra il 2021 e il 2022 partecipa a Le otto montagne, film di Felix Van Groeningen e Charlotte Vandermeersch e a Siccità di Paolo Virzí.

## Filmografia

### Cinema
- Oggi sposi, regia di Luca Lucini (2009)
- La donna della mia vita, regia di Luca Lucini (2010)
- Il cantico di Maddalena, regia di Mauro Campiotti (2011)
- Amleto², regia di Felice Cappa (2012)
- Il rosso e il blu, regia di Giuseppe Piccioni (2012)
- La pazza gioia, regia di Paolo Virzì (2015)
- Come diventare grandi nonostante i genitori, regia di Luca Lucini (2016)
- Domani è un altro giorno, regia di Simone Spada (2019)
- Tre piani, regia di Nanni Moretti (2021)
- L'arminuta, regia di Giuseppe Bonito (2021)
- Le otto montagne, regia di Felix Van Groeningen e Charlotte Vandermeersch (2022)
- Siccità, regia di Paolo Virzì (2022)
- Il grande giorno, regia di Massimo Venier (2022)
- Il primo giorno della mia vita, regia di Paolo Genovese (2023)
- Il sol dell'avvenire, regia di Nanni Moretti (2023)
- Gioco pericoloso, regia di Lucio Pellegrini (2025)

### Televisione
- Camera Café – serie TV, episodio 5x86 (2012)
- I delitti del BarLume – serie TV, episodio 1x02 (2013)
- Alex & Co. – serie TV, episodio 1x01 (2015)
- The Comedians – serie TV, episodio 1x03 (2017)
- Il miracolo, regia di Niccolò Ammaniti, Francesco Munzi, Lucio Pellegrini – miniserie TV (2017)
- Anna, regia di Niccolò Ammaniti – miniserie TV (2021)
- M - Il figlio del secolo, regia di Joe Wright – miniserie TV, puntate 7-8 (2025)

## Teatro
- Posso uscire anche a mezzanotte, regia di Elena Lietti (2011)
- Amleto², testo e regia di Filippo Timi (2011-2012)
- Ondine, di Jean Giraudoux, regia di Andrée Ruth Shammah (2013)
- Il Don Giovanni. Vivere è un abuso, mai un diritto, testo e regia di Filippo Timi (2013-2015)
- La Sirenetta, testo e regia di Filippo Timi (2014)
- Gli innamorati, di Carlo Goldoni, regia di Andrée Ruth Shammah (2014-2016)
- Un cuore di vetro in inverno, testo e regia di Filippo Timi (2018)
- Marjorie Prime, di Jordan Harrison, regia di Raphael Tobia Vogel (2019)
- Costellazioni, di Nick Payne, regia di Raphael Tobia Vogel (2021-2022)
- Chi come me di Roy Chen, regia di Andrée Ruth Shammah, Teatro Franco Parenti di Milano (2024)

## Audiolibri
- L'età fragile di Donatella Di Pietrantonio (2024)